# Fukuryū

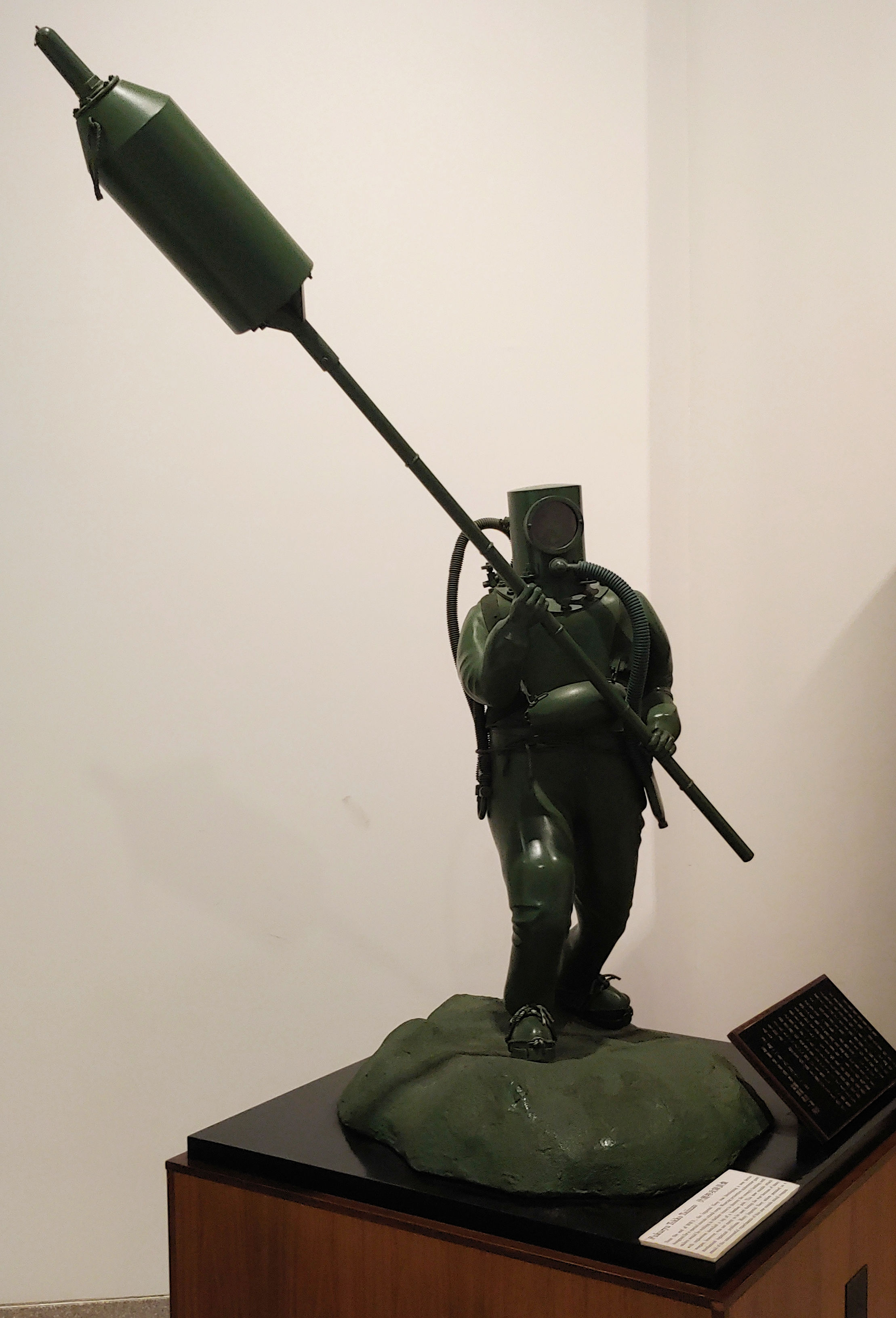
Modell eines „Fukuryū“, ausgestellt im Kriegsmuseum Yūshūkan (Tokyo). (Lanzenlänge nicht maßstäblich).

Die Fukuryū (jap. 伏龍, dt. „verborgener Drache“) waren eine Einheit von Kampftauchern der kaiserlich japanischen Marine, die gegen Ende des Pazifikkriegs im Zweiten Weltkrieg aufgestellt wurde. Sie sollten in flachen küstennahen Gewässern auf dem Meeresgrund lauern und über sie hinwegfahrende feindliche Landungsboote im Selbstopfereinsatz von unten mit einer Sprengladung, welche mit einem Aufschlagzünder versehen war, rammen und so versenken.

## Vorgeschichte
Als ab Mitte 1944 die alliierte Übermacht im Pazifik immer größer wurde und nach und nach die japanischen Großkampfschiffverbände zerschlagen wurden, begannen verschiedene Dienststellen der Marine, das zuvor vernachlässigte Konzept der Kleinkampfmittel weiterzuentwickeln, um eine mögliche alliierte Invasion Japans kostengünstig abwehren zu können. In diesem Rahmen wurde an einer U-Boot-Abwehrschule der Plan entwickelt, Taucher in küstennahen Gewässern, die als potentielle Landungsstellen galten, einzusetzen, um die Landungsboote bei der Durchquerung dieses Areals zu zerstören.

## Umsetzung

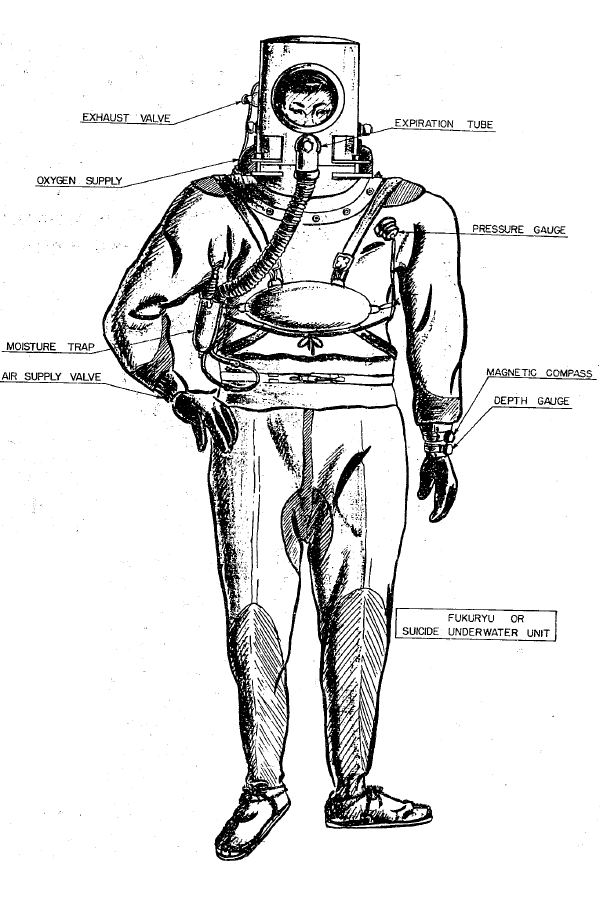
Zeichnung eines „Fukuryū“ mit Beschreibung in englischer Sprache, wie sie von Angehörigen der amerikanischen Marine nach dem Krieg erstellt wurde.

Die Planungen sahen die Modifikation eines Taucheranzuges vor, wie er bisher hauptsächlich von Arbeitstauchern benutzt worden war. Der Fukuryū-Taucher sollte mit dem Anzug in Tiefen von 10 bis 15 Metern operieren und gruppenweise am Meeresgrund entlanglaufen, bis ein geeignetes Ziel entdeckt wurde. Dann sollte er aufsteigen und einen einfachen Sprengsatz, der an einer langen Stange befestigt war, gegen die Rumpfunterseite des Ziels schlagen. Die folgende Explosion sollte das Ziel zerstören oder zum Sinken bringen, würde aber infolge des erzeugten Überdrucks auch den Taucher töten.
Da der Taucher unter Wasser nur rund 2 Kilometer pro Stunde zurücklegen konnte, musste er bereits in einer günstigen Position sein, wenn der Gegner mit seiner Landungsoperation begann. Zu diesem Zweck wurden Aufenthaltsräume konstruiert, die im Einsatzgebiet auf den Meeresgrund abgesenkt werden sollten.

### Tauchausrüstung
Kern der Tauchausrüstung waren zwei 35-Liter-Flaschen mit Sauerstoff als Atemgas, die der „Fukuryū“-Kämpfer auf dem Rücken trug. Der Sauerstoff passierte einen Atemregler und wurde dann in den Tauchhelm eingeleitet, wo ihn der Taucher über die Nase einatmete. Ausgeatmet wurde durch den Mund in einen Schlauch, in dem die Atemluft zunächst von Feuchtigkeit befreit wurde, bevor sie einen chemischen Luftreiniger aus Natriumhydroxid erreichte, von wo aus sie wieder dem Atemkreislauf zugeführt wurde. Die Sauerstoffzufuhr aus den Tanks konnte vom Taucher über das Ventil des Atemreglers eingestellt werden. Jeder Taucher trug einen Trockenanzug und erreichte Einsatzzeiten von bis zu acht Stunden.
Jeder Soldat sollte eine Taucherlampe erhalten, einen Tiefenmesser und einen Kompass am Handgelenk tragen. Hinzu kam für jeden Mann eine japanische Flagge, wie sie von Kriegsschiffen geführt wurde, um die Moral der Kämpfer zu steigern.

### Bewaffnung
Jeder Taucher sollte eine Typ-5-Angriffsmine tragen, die aus einem 10-kg-Sprengsatz an der Spitze einer Stange bestand. Die Gesamtlänge der geplanten Waffe wird mit 3,3 Metern angegeben.
Die Entwicklung der Waffe erwies sich als problematisch, da die Taucher relativ dicht beieinander operieren mussten, um gegen die in engen Formationen fahrenden Landungsboote effektiv wirken zu können. Zunächst war eine Waffe mit 20 kg Sprengstoff geplant, jedoch fürchteten die Entwickler, dass der Überdruck bei einer Explosion einer solchen Ladung nicht nur den angreifenden Taucher, sondern auch dessen Kameraden töten konnte. Man berechnete, dass die 10-kg-Ladung einen Mindestabstand zum benachbarten Taucher von 40 Metern erforderte, und legte den Einsatzabstand zur Sicherheit auf 60 Meter fest.
Um die Handhabung zu erleichtern, war unterhalb des Sprengkörpers ein Schwimmkörper vorgesehen, so dass die Mine ohne besonderen Kraftaufwand getragen werden konnte.
Es wurden 10.000 Typ-5-Minen in Auftrag gegeben, jedoch wurden von diesen, laut Nachkriegsuntersuchungen, bis zur Kapitulation Japans keine einsatzfähige Einheiten mehr produziert.

### Organisation
Die Personalstärke der Fukuryū sollte bis zum 30. September 1945 6.000 Soldaten betragen, die volle Einsatzbereitschaft sollte um den 15. Oktober herum erreicht werden.
Die Kämpfer sollten in Gruppen zu je sechs Tauchern eingeteilt werden, fünf Gruppen bildeten einen Zug, fünf Züge eine Kompanie. Drei Kompanien formten ein Bataillon.
Jeder Zug hatte zusätzlich einen Kommandeur und drei Melder.
Es waren vier größere Verbände geplant:
- 71. Arashi – Yokosuka mit 4.000 Tauchern
- 81. Arashi – Kure mit 1.000 Tauchern
- Kawatana-Einheit – Sasebo mit 1.000 Tauchern
- Maizuru-Einheit – Ichihara mit 500 Tauchern[2]

Bei Kriegsende waren in Yokosuka bereits 4.000 Mann zusammengezogen, von diesen hatten aber erst 1.200 ihre Ausbildung abgeschlossen.

### Einsatzplanung
Der ausgearbeitete Einsatzplan sah mehrere Verteidigungslinien vor einem bedrohten Strandabschnitt vor:
- Die erste Linie sollte aus Seeminen in 10 bis 15 Metern Tiefe bestehen, die am Grund verankert und von den Fukuryū aus sicherer Entfernung mit einem Zugseil ausgelöst werden sollten. Sie trieben dann an die Oberfläche und explodierten beim Kontakt mit einem Landungsboot.
- Dann folgten drei Linien Fukuryū mit Typ-5-Minen. Die Reihen hatten etwa 50 Meter Abstand zueinander, mit je 60 Metern zwischen den Kämpfern einer jeden Reihe. Die Reihen waren versetzt angeordnet, so dass in Abständen von 20 Metern je ein Taucher stand. Sie sollten in Tiefen zwischen 10 und 6 Metern operieren.[a 1]
- Weiter in Richtung Strand, in Tiefen von 3 Metern, sollte eine Reihe von Magnetminen verlegt werden.
- Die letzte Linie sollten Landminen bilden, die in Tiefen von bis zu einem Meter verlegt werden sollten.

### Unterkünfte
Um schnell am Einsatzort zu sein, wurden am Meeresgrund verankerte Unterkünfte für je 6 bis 18 Soldaten geplant. Um das Element der Überraschung nicht zu gefährden, sollten sie möglichst unauffällig sein. Man plante den Bau von Stahlbetonkonstruktionen mit einer Schleuse und einem Wohnbereich. Sie sollten in nicht mehr als 15 Metern Tiefe versenkt werden und unterschiedlich geformt sein, um eine Entdeckung zu erschweren.
In der Einfahrt zur Bucht von Tokio plante man die Versenkung von Schiffswracks, in denen eine eingebaute Schleuse Zugang zu einem Wohnbereich und einer Torpedoabschussvorrichtung ermöglichte. Drei Torpedorohre und eine Horchvorrichtung sollten installiert werden. 40 bis 50 Kämpfer sollten hier Platz finden.
Sämtliche Einrichtungen sollten über Lager für Sauerstoffflaschen, Wasser und Nahrung verfügen.

## Kriegsende
Die abschließende Befragung der Offiziere der 71. Arashi, die die Amerikaner bei Kriegsende durchführten, ergab keine Hinweise darauf, dass die geplanten Unterwassertorpedostellungen mit ihren Unterkünften für die Fukuryū bis Kriegsende fertiggestellt wurden.
Bei der Befragung des rangniederen Stützpunktpersonals erfuhren sie jedoch, dass es einen Befehl gab, in dieser Sache falsch auszusagen. Da die geplanten Positionen der Stellungen aus den erbeuteten Planungsunterlagen hervorgingen, suchten die Amerikaner mit Hilfe des Sonars von zwei Kriegsschiffen am 31. Dezember 1945 und am 3. Januar 1946 den Meeresgrund in der Gegend ab und fanden bei 35° 6′ N, 139° 43′ O vier verdächtige Strukturen in knapp 55 Metern Tiefe. Da kein amerikanischer Taucher sicher in dieser Tiefe eingesetzt werden konnte, man aber befürchtete, dass die Einrichtungen für spätere Aktionen gegen die amerikanischen Truppen benutzt werden könnten, empfahl man ihre Zerstörung durch schwere Wasserbomben.
Ob diese Anlagen mit Fukuryū besetzt oder mit Torpedos bestückt worden waren und ob die Sonarechos tatsächlich solche Einrichtungen zeigten, ist heute unbekannt.

## Belege und Verweise